# Hjalmar Lundbohmsgården

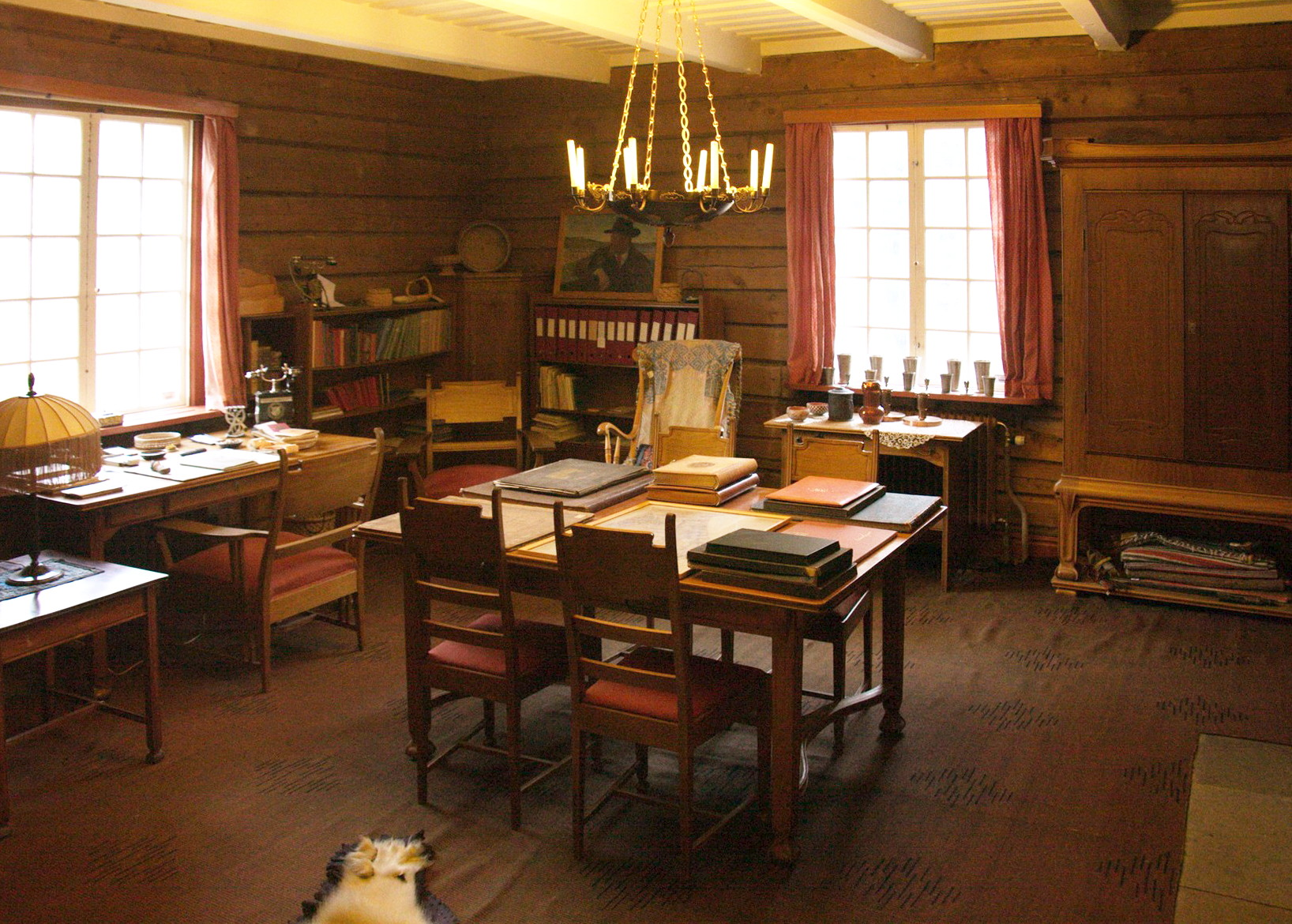
Despatx de Hjalmar Lundbohm

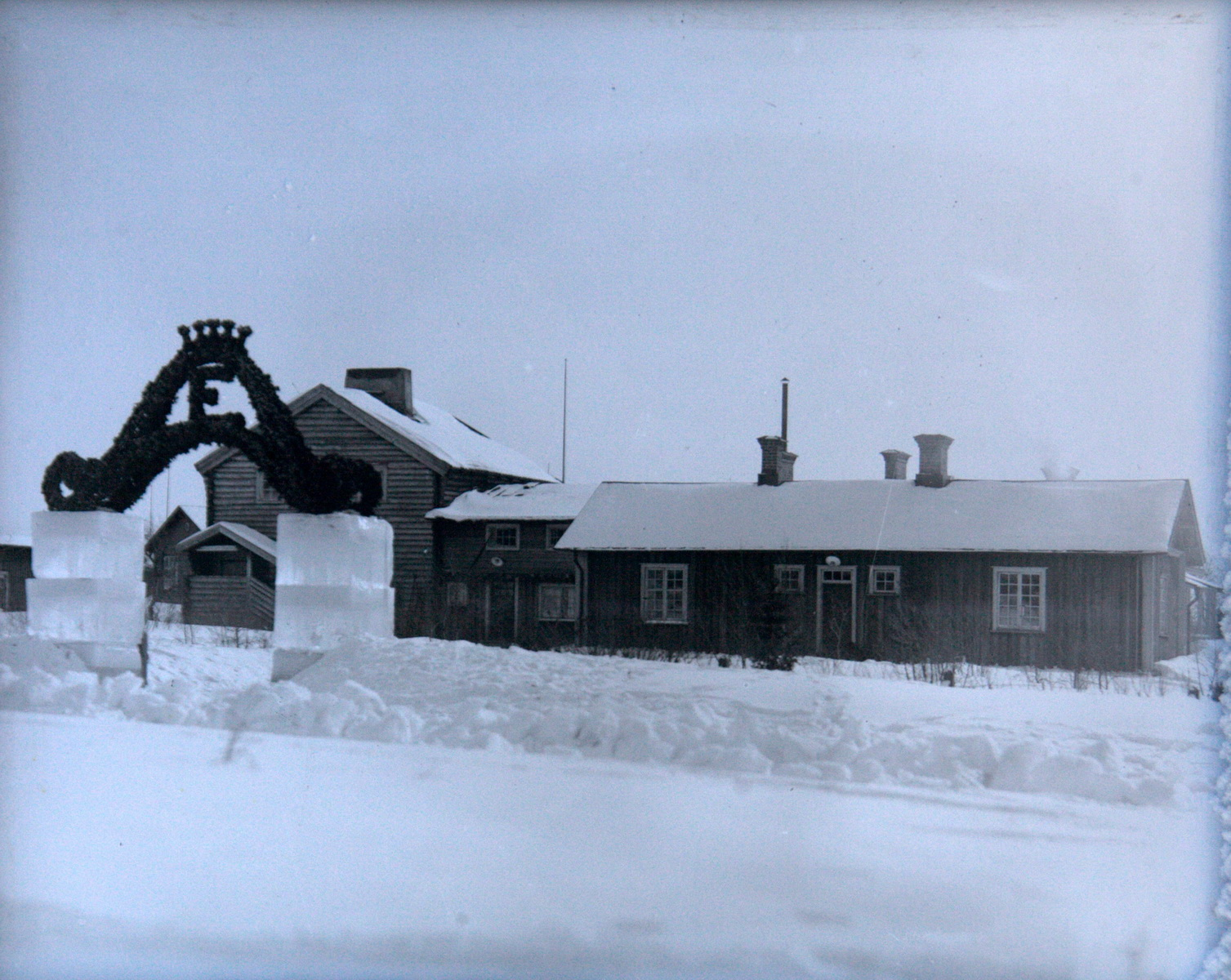
Imatge d'un arc triomfal fet amb motiu de la visita del príncep Eugeni, el 1912

La Hjalmar Lundbohmsgården (la casa Hjalmar Lundbohm) va ser la residència de Hjalmar Lundbohm, primer gerent de la mina de Kiruna, Suècia. Actualment és un museu sobre els inicis de la ciutat i de la seva mina de ferro.

## Història
La creació de la ciutat de Kiruna va venir acompanyada de l'explotació de la mina de ferro a partir de la construcció del ferrocarril el 1899. Des de finals del segle xix es van anar creant construccions que allotjaven els primers pioners arribats a la zona.
Va ser a partir del pla urbanístic dissenyat pels arquitectes Olof Hallman i Gustaf Wickman i que va ser aprovat el 27 d'abril de 1900, quan s'inicia la ciutat oficial, moment en què es va començar la construcció de les residències oficials, i tots els habitatges il·legals i la majoria d'altres edificis provisionals van estar enderrocats i reemplaçats.
El primer edifici, anomenat B:1, tenia unes dimensions discretes i va ser assignat provisionalment com a residència del director de la mina. Però va ser el segon edifici, anomenat B:2, el que va esdevenir la residència definitiva de Hjalmar Lundbohm, el primer director, i que actualment rep el nom de Hjalmar Lundbohmsgården. Lundbohm va resultar ser un personatge carismàtic i un líder molt reconegut per la seva actuació clau en la formació de la nova ciutat; va fer ampliacions a la casa i va incorporar decoracions i mobiliari aportat per reconeguts artistes suecs amics seus, als que Lundbohm va implicar en el desenvolupament cultural de la ciutat.
Actualment allotja un petit museu sobre la ciutat i la mina de Kiruna. Dins els seus terrenys es conserva l'edifici B:1.
La Hjalmar Lundbohmsgården es troba dins la zona afectada per la subsidència del terreny i està incorporada dins el pla de trasllat del poble.